# Міура (Канаґава)

35°8′39″ пн. ш. 139°37′14″ сх. д. / 35.14417° пн. ш. 139.62056° сх. д.
Міу́ра (яп. 三浦市, みうらし, МФА: [mʲiuɾa ɕi̥]) — місто в Японії, в префектурі Канаґава.

## Короткі відомості
Розташоване в східній частині префектури, на березі Саґамської затоки, на півдні півострова Міура. Виникло на основі рибальських поселень раннього нового часу. Отримало статус міста 1955 року. Основою економіки є сільське господарство, рибальство, харчова промисловість, комерція, туризм. Станом на 1 квітня 2009 площа міста становила 32,28 км². Станом на 1 липня 2011 населення міста становило 47 975 осіб.

## Міста-побратими
- Судзака, Японія
- Warrnambool, Австралія